# The Electric Light Orchestra (First Light Series)
The Electric Light Orchestra (First Light Series) è un doppio disco speciale uscito in Gran Bretagna nel 2001, per il 30º anniversario del loro album di debutto.
Il disco uno contiene l'album originale ELO con dei bonus tracks e un CD interattivo, il cui contenuto è il più vecchio live esistente con il cofondatore Roy Wood e il violoncellista Andy Craig.

## Disco uno: The Electric Light Orchestra
1. 10538 Overture (Lynne) – 5:32
2. Look at Me Now (Wood) – 3:17
3. Nellie Takes Her Bow (Lynne) – 5:59
4. The Battle of Marston Moor (July 2nd 1644) (Wood) – 6:03
5. First Movement (Jumping Biz) (Wood) – 3:00
6. Mr. Radio (Lynne) – 5:04
7. Manhattan Rumble (49th Street Massacre) (Lynne) – 4:22
8. Queen of the Hours (Lynne) – 3:22
9. Whisper in The Night (Wood) – 4:50

### Bonus Tracks
1. Battle of Marston Moor (Wood) – 1:00
2. 10538 Overture (The Move / ELO) (Lynne) – 5:46

- Ampliato con il film promozionale EMI 10538 Overture (maggio 1972)

## Disco due: First Light
1. Brian Matthew Introduces ELO
2. 10538 Overture (acetate version)
3. Look At Me Now (Quad mix)
4. Nellie Takes Her Bow (Quad mix)
5. Battle Of Marston Moor (July 2nd 1644) (Quad mix)
6. Jeff's Boogie No 2 (Live) - (Early version of In Old England Town)
7. Whisper In The Night (Live)
8. Great Balls Of Fire (Live)
9. Queen Of The Hours (Quad mix)
10. Mr Radio
11. 10538 Overture (BBC) - (inedito)
12. Whisper in the Night

## Formazione
- Roy Wood: chitarre, basso, violoncello, oboe, fagotto, clarinetto, percussioni, strumenti a fiato; Krumhorn, voce.
- Jeff Lynne: chitarre, basso, pianoforte, tastiera, voce.
- Bev Bevan: batteria, percussioni, voce.
- Bill Hunt: corno francese, corno da caccia.
- Steve Woolam: violino.
- Rick Price: basso in alcuni brani originali.

### Formazione addizionale nei brani live del disco 2 (FLS)
- Richard Tandy: basso, tastiera
- Wilfred Gibson: violino
- Hugh McDowell: violoncello
- Mike Edwards: violoncello
- Andy Craig: violoncello